# زنبق العنكبوت الأحمر

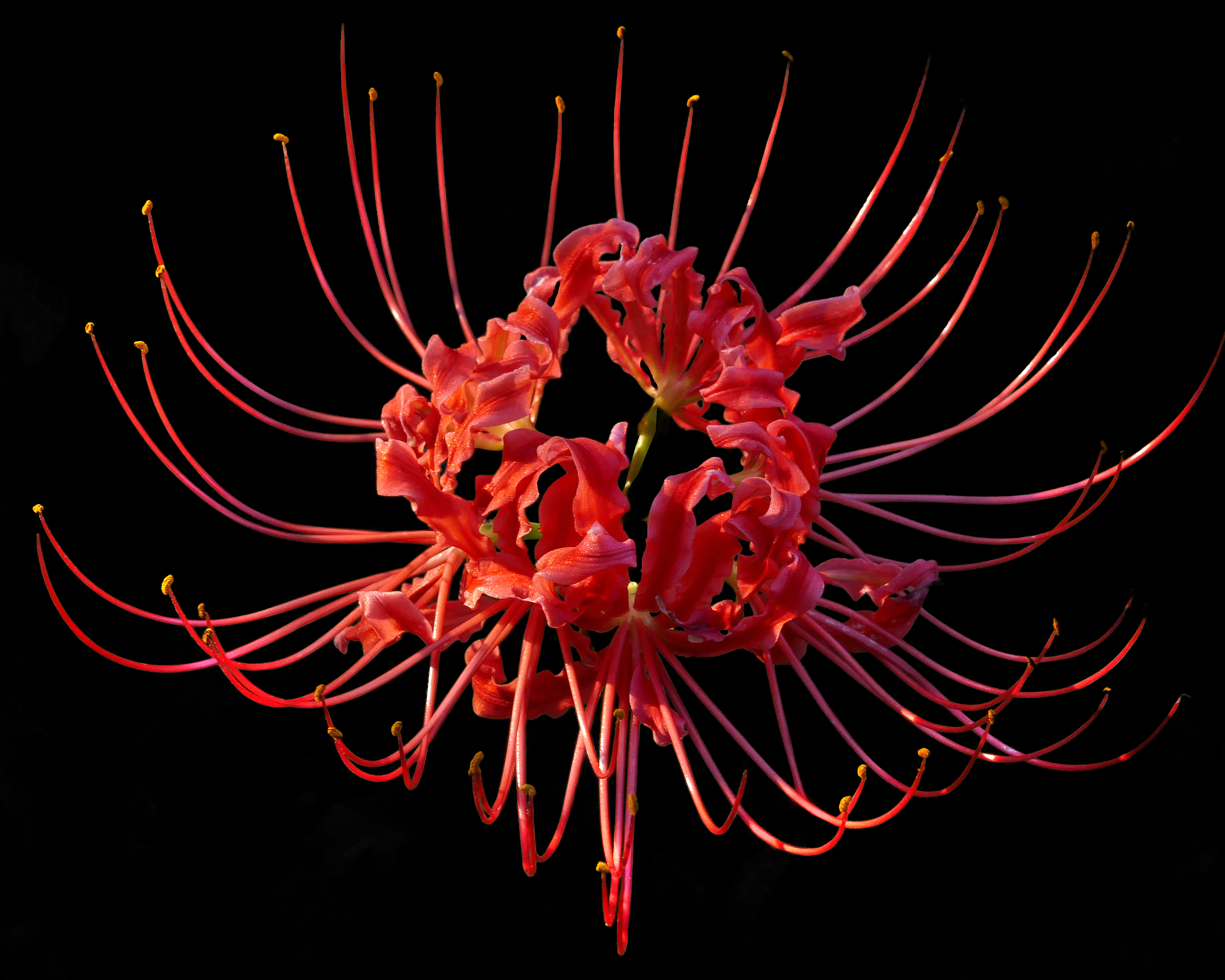
زهرة العنكبوت الأحمر

زنبق العنكبوت الأحمر هو نبات من عائلة أمارلس النرجسية. موطنه الأصلي في الصين وكوريا والنيبال، من ثم نقل إلى اليابان ومنها إلى الولايات المتحدة ومنها إلى باقي دول العالم. تدل الزهرة على الهجر والفراق أو عدم اللقاء مجدداً، ويسميها اليابانيين أيضاً بزهرة الموت. سبب التسمية لأنهم يزرعونها على القبور كنوع من إظهار التقدير للموتى. غالباً تزهر في فصل الخريف وتحديدا في المقابر. لذلك، واحدة من أسمائها هي «الزهرة الخريفية» .
وفي أساطير آخرى يقال، لو كان هنالك شخص لم تراه لثانية، ستنمو هذة الأزهار في الطريق التي مشى فيها.
وبسبب الأساطير الحزينة، صار اليابانيين يستخدمونها في الجنائز فقط. ولأنها مرتبطة بالموت والحزن، من السيئ جداً ان تقدم باقة من هذة الزهور لشخص.